# Linxe
Linxe é uma comuna francesa na região administrativa da Nova Aquitânia, no departamento Landes. Estende-se por uma área de 81,67 km². Em 2010 a comuna tinha 1 528 habitantes (densidade: 18,7 hab./km²).